# Antiklerikalismus

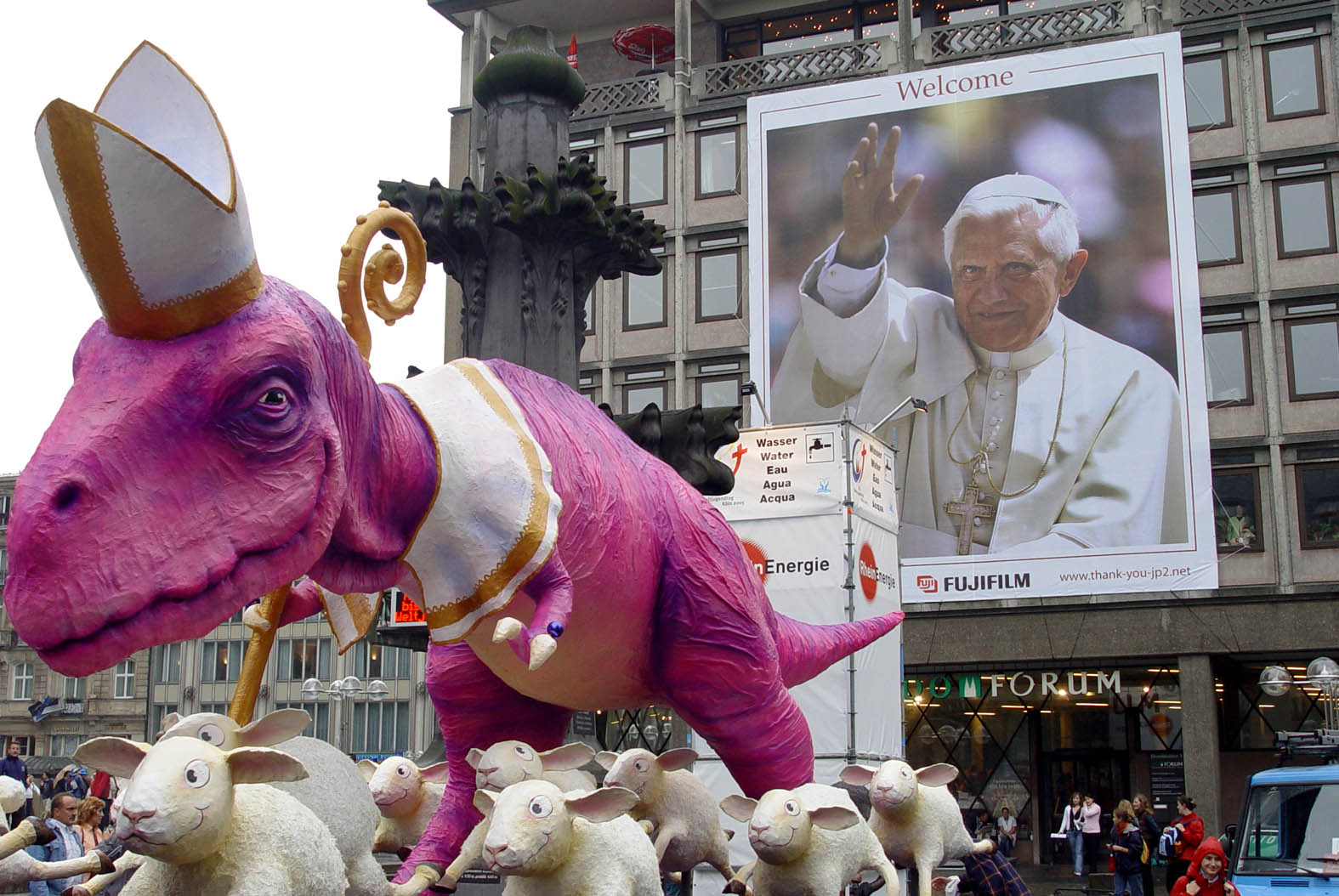
Das „Dino-Mobil“ der Religionsfreien Zone

Antiklerikalismus bezeichnet innerhalb von Religionsgemeinschaften eine Position antielitärer Motivation, die sich gegen den Klerus richtet.
Im Christentum, vor allem in den evangelischen und reformatorischen Kirchen, basiert eine solche Position häufig auf Argumentationen, die sich auf das Priestertum aller Gläubigen berufen (vgl. Ex 19,6 ; 1 Petr 2,9f ).
Außerhalb von Religionsgemeinschaften richtet sich Antiklerikalismus gegen den Einfluss des Klerus auf die Gesellschaft. Vielfach führte diese Kritik zu einer weitgehenden Trennung von Kirche und Staat bzw. einem ausgeprägten Laizismus.
In der französischen Revolution gab es antiklerikale Tendenzen und Aktionen. Mit den Vertretern des ersten und zweiten Standes (d. h. des Klerus) wurde das Prinzip der gesellschaftlichen Ständeordnung angegriffen.
Der Begriff überschneidet sich mit den Begriffen Kirchenkampf und Kulturkampf.

## Kirchenkampf, Kulturkampf
Als Kirchenkampf bezeichnet man im engeren Sinn den Konflikt zwischen evangelischen Christen der Bekennenden Kirche und Deutschen Christen von 1933 etwa bis zum Beginn des Zweiten Weltkriegs 1939. Im weiteren Sinn wird oft die Epoche der deutschen Kirchengeschichte in der Zeit des Nationalsozialismus insgesamt so bezeichnet. Im zweiten Fall umfasst der Begriff
- den Kampf des NS-Staates gegen die evangelische, teilweise auch die katholische Kirche und ihre herkömmlichen Organisationsstrukturen, mit dem Ziel der Gleichschaltung
- den Kampf von Nationalsozialisten inner- und außerhalb der Kirchen gegen das konfessionelle Christentum, um es durch „Entjudung“ mit der NS-Ideologie kompatibel zu machen und/oder durch eine „arteigene“ Religiosität zu ersetzen
- den Abwehrkampf von christlichen Gruppen und Teilkirchen gegen diese Bestrebungen.

Dass letzterer als allgemeines Kennzeichen jener Epoche zu gelten hat, wird in kritischer Kirchengeschichtsschreibung bestritten. Die Haltung der Kirchen gegenüber dem Dritten Reich wird als ambivalente Haltung „zwischen Anpassung und Widerstand“ rezipiert.
Als ein Synonym für Kirchenkämpfe hat sich in verschiedenen Kontexten der Begriff Kulturkampf durchgesetzt:
- für den Kirchenkampf zur Zeit Bismarcks
- Der Kulturkampf in der Schweiz war eine Auseinandersetzung zwischen dem Staat und der katholischen Kirche unter Papst Pius IX. zur Zeit des Ersten Vatikanischen Konzils (1870)
- Der Badische Kulturkampf war eine Auseinandersetzung zwischen der katholischen Kirche und dem Großherzogtum Baden in den 1850er Jahren.